# Individual Challenge Cup 2018
Individual Challenge Cup 2018 (ICC 2018) byl IX. ročník mezinárodní soutěže jednotlivců ve field trialu retrieverů, který se konal 13. a 14. října 2018 v Dánsku poblíž zámků Gavnø (Næstved) a statku Svenstrup (Borup). Pořadatelem soutěže se stal Dansk Retriever Klub (DRK) člen Dansk Kennel Klubu (DKK).

## Rozhodčí
DRK nominoval čtyři rozhodčí a dva hlavní stevardy.
| Rozhodčí                                                                 | Hlavní stevardi                  |
| ------------------------------------------------------------------------ | -------------------------------- |
| \| - Kevin Doughty - Mark Demaine \| - Olivér Király - Keld Jørgensen \| | - Jan Lorenzen - Tanja Thorsen   |
| - Kevin Doughty - Mark Demaine                                           | - Olivér Király - Keld Jørgensen |

Poznámky
1. ↑  I. soutěžní den
2. ↑  II. soutěžní den

## Výsledky

### Soutěžící
Seznam soutěžících z jednotlivých zemí (řazeno podle země).
| St.č. | Vůdce                   | Pes                            | Plemeno | Chovatel                                         | Vrh              |
| ----- | ----------------------- | ------------------------------ | ------- | ------------------------------------------------ | ---------------- |
| 8     | Emmanuel Cormier‡       | Cool Mint Arlet Star           | LR      | Michaela Tomcová                                 | 3. březen 2014   |
| 4     | Kurt Becksteiner        | Fendawood Dave                 | LR      | David Latham                                     | 5. březen 2014   |
| 31    | Ivonne Brunold          | Beechdale's Dusty Hazel        | LR      | Bianca Henderson                                 | 30. březen 2011  |
| 32    | Dirk Volders            | Jane Des Ormeaux De Villebeton | LR      | Xavier Besnard                                   | 5. březen 2014   |
| 1     | Pieter Vivijs           | Cool Face Arlet Star           | LR      | Michaela Tomcová                                 | 3. březen 2014   |
| 16    | Erwin Ketels            | Moonlight Of The Angel Charmed | LR      | Erwin Ketels                                     | 6. březen 2013   |
| 26    | Jon Andersen            | Frank In Greenwood             | LR      | H. J. Wiggins                                    | 30. září 2013    |
| 34    | Danny Fraser            | Fendawood Able                 | LR      | David Latham                                     | 28. březen 2012  |
| 2     | Carsten Andersen        | Lockthorn Zippo Stoney         | LR      | Daniel & Malu Marx                               | 27. únor 2013    |
| 30    | Tomi Sarkkinen          | Wijmas Mumin                   | LR      | Mattias Wistrand                                 | 5. červenec 2013 |
| 35    | Marit Nikkanen          | Batmoors' Black Isle Chandler  | LR      | Iben Pytlick & Thomas Plamboeck                  | 3. květen 2013   |
| 11    | Jukka Rastas            | Lekking Clover Astro           | LR      | Heli Siitari                                     | 4. prosinec 2013 |
| 29    | Jean-Louis Reicchia     | Kaliture Gra Go Deo            | GR      | Lucy Mixture                                     | 6. duben 2013    |
| 27    | Anne Besnard            | Jo Des Ormeaux De Villebeton   | LR      | Xavier Besnard                                   | 5. březen 2014   |
| 22    | Bruno Julien            | Lesser Burdock Deene           | LR      | Petra Loidl                                      | 21. květen 2014  |
| 9     | Caroline Koch           | Ragweed's Keed                 | LR      | Stefanie Latham                                  | 6. březen 2010   |
| 19    | Rinus Heijmans          | Garetthall Quiff               | LR      | E. M. Ingram                                     | 12. červen 2010  |
| 10    | Rob Schmidt             | Truro                          | LR      | Rob Schmidt                                      | 27. březen 2015  |
| 12    | Jan Luijendijk          | Joker Of The Spring Cottage    | LR      | Hajo Geervliet                                   | 27. březen 2015  |
| 18    | Péter Yandó             | Brookbank Bee                  | LR      | Andrea Böszörményi                               | 16. červen 2011  |
| 15    | Zsolt Böszörményi       | Ardmuir Earl of Brookbank      | LR      | Jenny Hankey                                     | 13. duben 2013   |
| 17    | Andrea Böszörményi      | Brookbank Dragonfly            | LR      | Andrea Böszörményi                               | 9. duben 2015    |
| 21    | Rafaelle Navone         | Waterfriend Calvados           | LR      | Stefano Martinoli                                | 7. duben 2013    |
| 33    | Laura Lazzaretto        | Think Twice Go Get It          | GR      | Laura Lazzaretto                                 | 5. březen 2012   |
| 20    | Francesco Gislon        | Ocean Black Reef               | LR      | S. W. McNeil                                     | 8. srpen 2011    |
| 25    | Władysław Hoff          | Reedbed Anthony                | LR      | Ilona Bartos                                     | 17. leden 2015   |
| 7     | Per Lier                | Meadowlark Ballyrush           | LR      | Birgitta Staflund-Wiberg                         | 26. duben 2011   |
| 28    | Ignacio Ariza Doiz      | Aya De Enanzo                  | LR      | Ignacio Ariza Doiz                               | 14. květen 2012  |
| 14    | Edvardo Escalada        | Keara De La Correliza          | LR      | Victor Ayensa Sierra                             | 5. říjen 2013    |
| 24    | Sifre Flores            | Crack De Enanzo                | LR      | Ignacio Ariza Doiz                               | 26. leden 2016   |
| 6     | Lena Bratsberg Karlsson | Searover Twinkle Lizz          | LR      | Lena Bratsberg Karlsson & Ann-Kathrine Andersson | 22. leden 2014   |
| 36    | Maria Söder             | Söders Broadwalk               | LR      | Maria Söder                                      | 16. leden 2011   |
| 13    | Svante Ekström          | Conover's Prins Valiant        | LR      | Marie & Reine Hansson                            | 9. únor 2011     |
| 23    | Didier Rüegg            | Fendale Avid Badger            | LR      | Didier Rüegg                                     | 21. duben 2012   |
| 3     | Gerard Reinle           | Lesser Burdock Balan           | LR      | Petra Loidl                                      | 19. květen 2012  |
| 5     | Christian Bolz          | Fendale Avid Teal              | LR      | Didier Rüegg                                     | 21. duben 2012   |

‡ Obhájce

### I. soutěžní den
Výsledky prvního soutěžícího den, který proběhl poblíž zámků Gavnø (Næstved).
| St.č. | Vůdce                   | Pes                            | Pozn. |
| ----- | ----------------------- | ------------------------------ | ----- |
| 1     | Pieter Vivijs           | Cool Face Arlet Star           | g.c.  |
| 9     | Caroline Koch           | Ragweed's Keed                 |       |
| 11    | Jukka Rastas            | Lekking Clover Astro           |       |
| 13    | Svante Ekström          | Conover's Prins Valiant        |       |
| 16    | Erwin Ketels            | Moonlight Of The Angel Charmed |       |
| 17    | Andrea Böszörményi      | Brookbank Dragonfly            |       |
| 19    | Rinus Heijmans          | Garetthall Quiff               |       |
| 24    | Sifre Flores            | Crack De Enanzo                |       |
| 28    | Ignacio Ariza Doiz      | Aya De Enanzo                  |       |
| 30    | Tomi Sarkkinen          | Wijmas Mumin                   |       |
| 31    | Ivonne Brunold          | Beechdale's Dusty Hazel        |       |
| 32    | Dirk Volders            | Jane Des Ormeaux De Villebeton |       |
| 6     | Lena Bratsberg Karlsson | Searover Twinkle Lizz          | n.c.  |
| 2     | Carsten Andersen        | Lockthorn Zippo Stoney         | el.   |
| 3     | Gerard Reinle           | Lesser Burdock Balan           | el.   |
| 4     | Kurt Becksteiner        | Fendawood Dave                 | el.   |
| 5     | Christian Bolz          | Fendale Avid Teal              | el.   |
| 7     | Per Lier                | Meadowlark Ballyrush           | el.   |
| 8     | Emmanuel Cormier        | Cool Mint Arlet Star           | el.   |
| 10    | Rob Schmidt             | Truro                          | el.   |
| 12    | Jan Luijendijk          | Joker Of The Spring Cottage    | el.   |
| 14    | Edvardo Escalada        | Keara De La Correliza          | el.   |
| 15    | Zsolt Böszörményi       | Ardmuir Earl of Brookbank      | el.   |
| 18    | Péter Yandó             | Brookbank Bee                  | el.   |
| 20    | Francesco Gislon        | Ocean Black Reef               | el.   |
| 21    | Rafaelle Navone         | Waterfriend Calvados           | el.   |
| 22    | Bruno Julien            | Lesser Burdock Deene           | el.   |
| 23    | Didier Rüegg            | Fendale Avid Badger            | el.   |
| 25    | Władysław Hoff          | Reedbed Anthony                | el.   |
| 26    | Jon Andersen            | Frank In Greenwood             | el.   |
| 27    | Anne Besnard            | Jo Des Ormeaux De Villebeton   | el.   |
| 29    | Jean-Louis Reicchia     | Kaliture Gra Go Deo            | el.   |
| 33    | Laura Lazzaretto        | Think Twice Go Get It          | el.   |
| 34    | Danny Fraser            | Fendawood Able                 | el.   |
| 35    | Marit Nikkanen          | Batmoors' Black Isle Chandler  | el.   |
| 36    | Maria Söder             | Söders Broadwalk               | el.   |

       postupující do finále.
g.c. - volba střelců (anglicky gun's choice)
n.c. - neklasifikován (anglicky not classified)
el. - vyloučen (anglicky eliminated)

### II. soutěžní den - finále
Výsledky druhého soutěžícího den, který proběhl poblíž statku Svenstrup (Borup).
| Poz. | St.č. | Vůdce              | Pes                            | Hodnocení   | Tituly     |
| ---- | ----- | ------------------ | ------------------------------ | ----------- | ---------- |
| 1    | 32    | Dirk Volders       | Jane Des Ormeaux De Villebeton | Výborný 1   | CACIT      |
| 2    | 1     | Pieter Vivijs      | Cool Face Arlet Star           | Výborný 2   | Res. CACIT |
| 3    | 31    | Ivonne Brunold     | Beechdale's Dusty Hazel        | Výborný 3   |            |
| 4    | 9     | Caroline Koch      | Ragweed's Keed                 | Výborný 4   |            |
| 5    | 30    | Tomi Sarkkinen     | Wijmas Mumin                   | Výborný 5   |            |
|      | 17    | Andrea Böszörményi | Brookbank Dragonfly            | Velmi dobrý |            |
|      | 24    | Sifre Flores       | Crack De Enanzo                | Velmi dobrý |            |
|      | 11    | Jukka Rastas       | Lekking Clover Astro           | Dobrý       |            |
|      | 16    | Erwin Ketels       | Moonlight Of The Angel Charmed | n.c.        |            |
|      | 19    | Rinus Heijmans     | Garetthall Quiff               | n.c.        |            |
|      | 28    | Ignacio Ariza Doiz | Aya De Enanzo                  | n.c.        |            |
|      | 13    | Svante Ekström     | Conover's Prins Valiant        | e.l.        |            |